# Кауфман, Стив
Стив Кауфман (англ. Steve Kaufmann, род. 8 октября 1945 года) — канадский полиглот, владеющий 20 языками. Предприниматель, интеллектуал, создатель методики LingQ для изучения иностранных языков.

## Биография
Стив Кауфман родился в Швеции в 1945 году в еврейской семье из города Простеёв в Чехословакии. Его родители свободно владели чешским и немецким. Когда ему было пять лет семья переехала в Монреаль, где он и вырос. Родители приняли решение говорить с сыном исключительно на английском для лучшей адаптации в новой стране. По этой причине он вырос, говоря только на английском, несмотря на то, что Монреаль был вторым по населению франкоязычным городом мира после Парижа. В период обучения в школе Кауфман стал почитателем французской культуры благодаря своему школьному преподавателю. В июне 1962 года он отправился в Европу на учёбу. Для этой цели Кауфман нашёл судно в местном порту, которое могло бы доставить его туда в обмен на работу. С третьей попытки он устроился на немецкий сухогруз Gerda Schell, который недосчитался одного моряка в городе Квебек. За десять дней он пересёк Атлантику и прибыл в Лондон, а оттуда во Францию. После года, проведённого в Гренобле он продолжил изучать политологию и французский в парижском Институте политических исследований.
Будучи студентом, Кауфман автостопом объездил многие страны Западной Европы, овладевая навыками испанского, итальянского и немецкого языков. В 1969 году Канада готовилась официально установить дипломатические отношения с коммунистическим Китаем. Кауфман поступил на службу в канадскую дипломатическую службу в Гонконге, где начал изучать китайский. Он овладел им за год интенсивного обучения по четыре часа ежедневно. Именно в этот период Кауфман интуитивно пришёл к своей методике, где главную роль играет чтение текстов и последующее их прослушивание. Таким образом, Стив Кауфман стал одним из первых работников канадской дипломатической службы, которые получили возможность посещать материковый Китай. Перспективной должности при канадском посольстве в Пекине он предпочитает вакансию в Японии, куда переезжает со своей женой Кармен. Чтобы получить работу при посольстве в Японии в начале 70-х, ему потребовалось выучить японский.
В отличие от Гонконга, где изучение китайского было его работой, в Токио Кауфман вынужден изучать язык самостоятельно в нерабочее время. Его основным материалом стали местные радиопередачи и книги о японской истории. Кауфман провёл в Японии 9 лет. Благодаря беглому японскому он постепенно перешёл от работы в качестве комиссара по вопросам торговли при посольстве в сферу коммерческой торговли древесиной.. Уже после возвращения из Японии в Канаду, в Ванкувер, он открыл деревообрабатывающую компанию KP Wood Ltd. Одновременно с основной работой Кауфман посвятил себя изучению других языков в качестве хобби и создал платформу для изучения языков под названием LingQ.
«Лучший способ выучить язык — это массивно его поглощать через чтение и слушание. Чтение и слушание — невероятно мощные инструменты. Если вы можете прочесть книгу на языке, то это означает, что вы его знаете. Ознакомление с языком требует продолжительного взаимодействия и времени, большую часть из которого вы проводите наедине с собой. Я думаю, что лучше всего работать над пониманием на слух и наращиванием словарного запаса, когда вы не испытываете на себе давления, в отличие от тех случаев, когда вам нужно воспроизводить язык (то есть на нём говорить).» — Стив Кауфман об изучении языка.

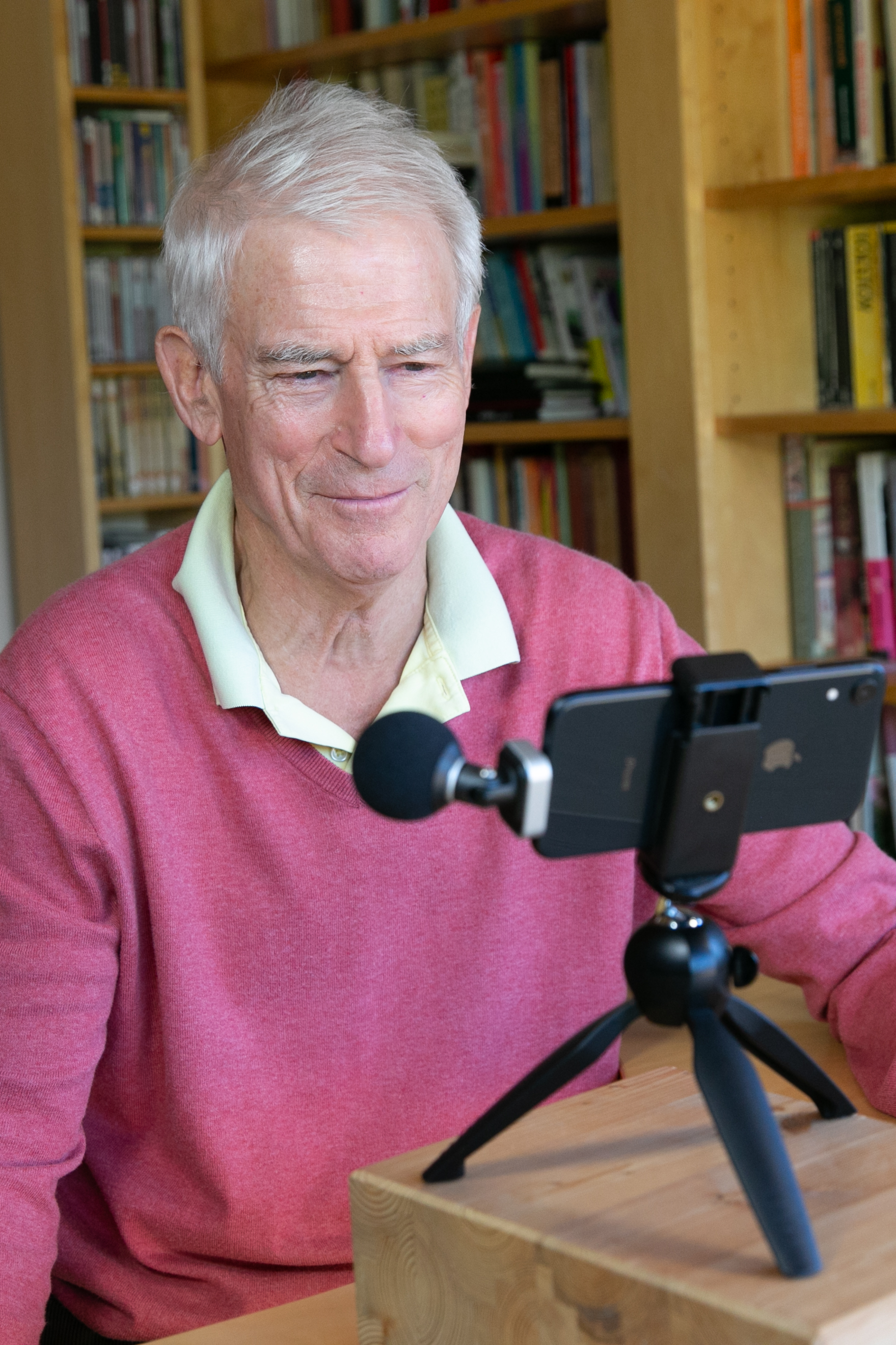
Стив Кауфман записывает видео для своего канала

Кауфман регулярно выступал на конференциях и фестивалях полиглотов в разных уголках планеты, чтобы рассказать о своём методе. Он также выступил в роли организатора Североамериканского симпозиумам полиглотов. Помимо этого, Кауфман ведёт сразу несколько каналов в соцсетях, где обсуждает отличия Lingq от других подходов, подчёркивая важность чтения и делясь материалами для изучения. К 2020 году на его YouTube канал, который призван помочь всем желающим овладеть иностранным языком достичь своей цели, было подписано свыше 400 тыс. человек.
Кауфман часто путешествует для того, чтобы практиковать языки. В результате, он дал многочисленные интервью для периодических изданий и телевизионных каналов по всему миру. В том числе на китайском, русском и украинском. Он также является частым гостем на популярном новостном агрегаторе Huffington Post.

## Изучение языка
Кауфман изучает языки больше 50 лет. Он является сторонником полного погружения в процесс изучения, особо подчёркивая, насколько важно поглощать новый язык, читая тексты. При этом он призывает сильно не беспокоиться по поводу незнакомых слов, поскольку мы всё равно их все постепенно запомним, регулярно встречая в разных текстах. Несмотря на то, что он выступает за использование таких техник, как флешкарты для запоминания сложных слов, львиная доля его обучения посвящена чтению книг и прослушиванию носителей языка в аудио. Его особенно привлекает чтение книг в оригинале по истории региона или страны, язык которой он изучает. Он также является сторонником того, чтобы языки изучали пожилые люди. По его мнению возраст не должен становится препятствием для изучения языка. Кроме этого, Кауфман воспринимает ошибки как естественную часть процесса изучения и считает, что человек владеет языком, даже если делает некоторое количество ошибок.
К 2020 году Стив Кауфман владеет 20 языками, хотя его способность говорить и писать на каждом языке сильно варьируется. Он утверждает, что редко пишет на языках, которые знает, а кроме того, ему бывает трудно общаться на первых порах с носителями тех языков, с которыми он долгое время не практиковал. Языки, на которых он говорит помимо английского: французский, китайский, кантонский, японский, корейский, русский, шведский, немецкий, итальянский, испанский, португальский, украинский, чешский, словацкий, румынский. В дополнение к этому он выучил греческий и турецкий, а в настоящий момент изучает арабский и персидский. Для этих целей он читает новости Аль-Джазира, смотрит арабские сериалы, читает книги об арабской и персидской истории.
Американский лингвист Стивен Крашен ознакомился с методом Кауфмана и использовал его для изучения языка. Крашен утверждает, что успех работы Кауфмана и других полиглотов является подтверждением его собственной Гипотезы входного материала, а подход Кауфмана он считает образцовым для любого желающего выучить язык. Крашен неоднократно позитивно отзывался о Кауфмане, говоря: «Он очень хорош, без сомнения… Он — мой языковой психотерапевт, который мне помогает».

## Метод LingQ

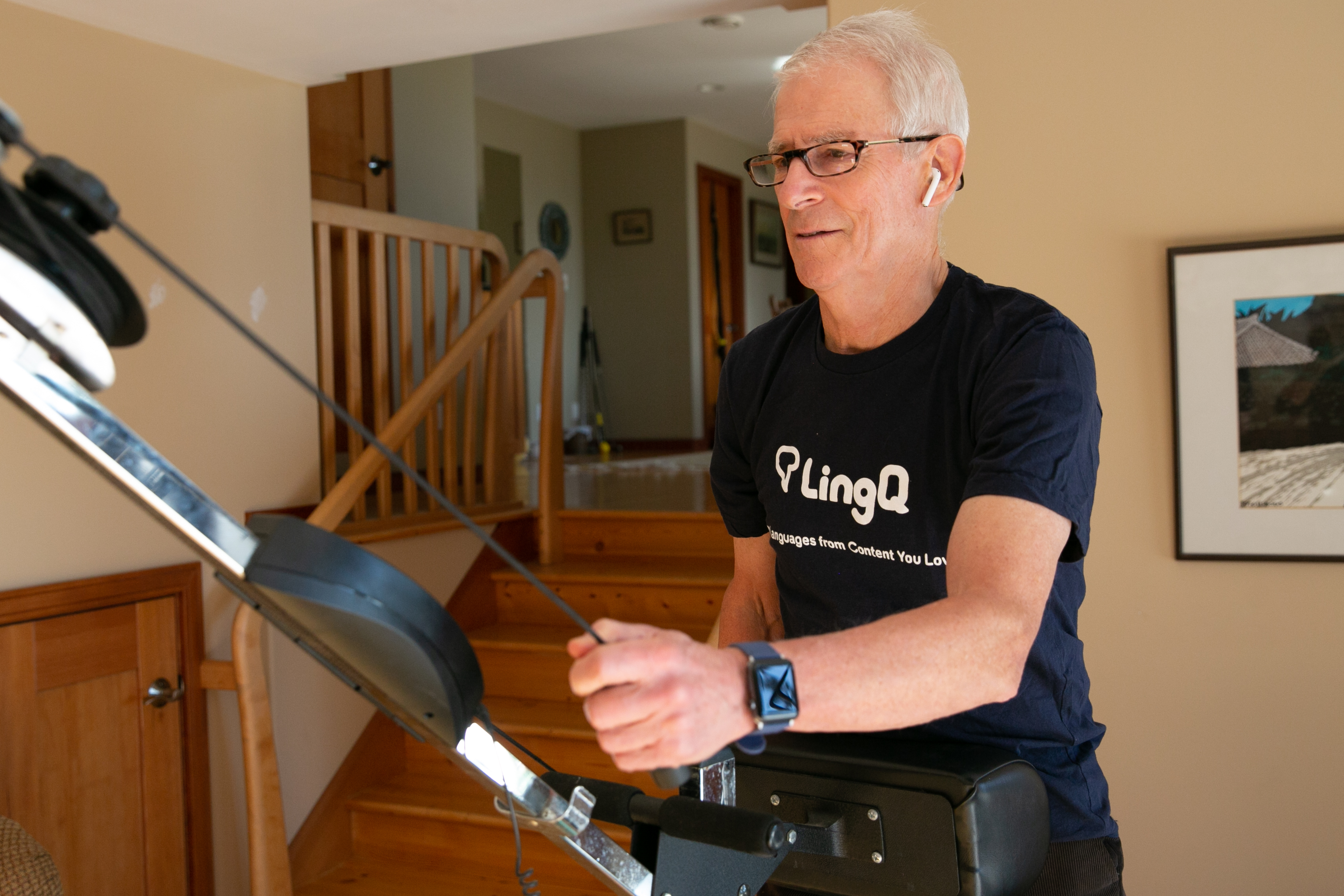
Кауфман комбинирует изучения языка с занятиями спортом

В подходе Стива Кауфмана под названием LingQ понимать важнее, чем говорить на языке. Так маленькие дети сначала учатся понимать слова и только потом их произносят. Кауфман рекомендует не пытаться говорить первые несколько месяцев, если человек учит язык с нуля. Вместо этого он предлагает ежедневно читать и слушать. При этом понимание растёт за счёт чтения и слушания только текстов с относительно небольшим количеством незнакомых слов, чьё содержание вызывает у ученика интерес. Ученик должен выбирать тексты сам. Он запоминает новые слова не за счёт заучивания, а благодаря тому, что многократно встречает их в разных контекстах и видит их перевод. Когда ученик набирает достаточный словарный запас, наступает время говорить и писать. Устная и письменная речь активируют слова, которые находятся в пассиве. Последующий разбор и анализ своих ошибок улучшает грамматику. Практика языка в методе LingQ состоит из регулярного чтения и слушания уроков, подкастов, книг и т. д. в сочетании с периодическими разговорами с носителями и практики письма. Грамматические конструкции ученик усваивает благодаря чтению, самостоятельному изучению правил и обсуждению с носителем.

## Изучение русского языка
Стив Кауфман начал изучать русский, свой 9-й язык, когда ему было 60 лет, ставя его среди самых сложных языков, который он когда-либо учил.
Его первой книгой на русском стала «Крейцерова соната» Л. Н. Толстого. По словам Кауфмана этот выбор был обусловлен размером книги — она не такая большая, как «Война и Мир». Сегодня в его библиотеке есть книги Чехова, Куприна, Тургенева, Пушкина и др. Он рассказывает, что мог слушать аудиокниги Толстого и Чехова до 3-5 часов в день, пока катался на лыжах. На данный момент статистика в программе LingQ говорит о том, что он знает больше 90.000 русских слов и выражений. Кауфман также является обладателем коллекции советских фильмов: «Жестокий романс», «Собачье сердце», «Ирония судьбы», «Москва слезам не верит» и т. д. По словам Кауфмана русский язык стал для него окном в мир остальных славянских языков, которые он выучил в последующие годы.

## «Эхо Москвы»
В 2013 году Стив Кауфман открыл для себя радио «Эхо Москвы» и стал его активно использовать для изучения русского, поскольку радио ежедневно предлагало слушателем до 10 новых интервью и их точный транскрипт.
Благодаря магазину русской литературы и фильмов в Ванкувере, который Кауфман регулярно посещал в поисках нового материала для изучения, он узнал о приезде в Ванкувер Матвея Ганапольского — одного из ведущих «Эхо Москвы». После их встречи они стали поддерживать дружбу. Кауфман звонил Ганапольскому в прямом эфире одного из выпусков Эхо Москвы. В 2018 году Ганапольский взял интервью у Кауфмана во время его визита в Украину в рамках своей программы на украинском телевидении.